# Björntjärnen (Husby socken, Dalarna)
Björntjärnen är en sjö i Hedemora kommun i Dalarna och ingår i Dalälvens huvudavrinningsområde.